# Synallaxis courseni
El pijuí de Apurímac (Synallaxis courseni), también denominado pijuí de Blake o cola-espina de Apurímac, es una especie de ave paseriforme de la familia Furnariidae perteneciente al numeroso género Synallaxis. Es endémica de una pequeña región de los Andes del centro de Perú.

## Distribución y hábitat
Se distribuye en una región restringida en los Andes centrales peruanos, en el alto valle del río Apurímac (departamento de Apurímac).
Esta especie es considerada localmente común en su hábitat natural: el sotobosque de bordes de selvas húmedas montanas entre los 2450 y los 3500 metros de altitud. Prefiere el denso enmarañado de bejucos y bambús en bosques de Podocarpus y matorrales adyacentes.

## Descripción
Mide entre 17 y 18 cm de longitud y pesa 15 g. Es de tamaño mediano, bastante esbelto con una cola larga, oscura y graduada. Frente, face y las partes superiores hasta las cobertoras superiores de la cola son gris oscuro algo lavadas de oliváceo, con una pálida lista superciliar pos-ocular. La corona y parte trasera del pescuezo son rufo oscuro. Las alas son rufas con puntas pardo oscuro hasta las remiges. La cola es pardo tiznado (con tonos de rufo apagados), muy larga y graduada, de apariencia puntiaguda y con 10 rectrices. La garganta es negruzca sucia con plumas marginales gris pálido conspícuas. Las partes inferiores son gris oscuro uniforme, con los flancos levemente lavados de oliváceo. Los juveniles tienen la corona y dorso pardos, con una mancha indistinta en la garganta y partes inferiores de pardo pálido lavado.

## Estado de conservación
El pijuí de Apurímac ha sido calificado como vulnerable por la Unión Internacional para la Conservación de la Naturaleza (IUCN) , debido a que se conoce en pocos locales y a que su pequeña población total, considerada estable, es estimada entre 1000 y 2500 individuos. Si se cree que la perturbación y la caída de árboles en pequeña escala en el Santuario nacional de Ampay puede estar causando una disminución de la población, la especie podrá ser calificada como amenazada de extinción en el futuro. Registros en áreas de foresta nublada altamente fragmentadas y dominadas por la agricultura indican que la especie puede ser tolerante, hasta cierto grado, a la fragmentación y degradación antropogénica del hábitat.

### Amenazas
Los árboles de Podocarpus continúan a ser talados en el Nevado Ampay. Un gran número de personas visitan el santuario nacional de Ampay en los fines de semana y la perturbación es considerable. El pastoreo es otra amenaza, con haciendas de ganado comunes hasta dentro de áreas protegidas.

### Acciones de conservación
Los bosques de Podocarpus son protegidos en Abancay, así como en el santuario.

## Comportamiento
Se comporta igual a Synallaxis azarae aunque no ocurren juntas, a pesar de las zonas de distribución estar próximas. Ocurre solitario o en pares, saltitando en la densa vegetación, usualmente próximo al suelo; casi nunca con bandadas mixtas. Son raramente vistos en abierto, mismo cuando cantando.

### Alimentación
Se alimenta de insectos.

### Reproducción
Adultos en condiciones reproductivas han sido registrados en diciembre e inmaduros en marzo.

### Vocalización
El canto, ejecutado a intervalos durante el día, y a menudo repetido interminablemente, es un agudo «kuh-kwiií». Con menos frecuencia da una serie de notas «kakakakakaka....».

## Sistemática

### Descripción original
La especie S. courseni fue descrita por primera vez por el ornitólogo estadounidense Emmet Reid Blake en 1971 bajo el mismo nombre científico; su localidad tipo es: «Bosque Ampay (Abancay), 2750 m, Apurímac, Perú.»

### Etimología
El nombre genérico femenino «Synallaxis» puede derivar del griego «συναλλαξις sunallaxis, συναλλαξεως sunallaxeōs»: intercambio; tal vez porque el creador del género, Vieillot, pensó que dos ejemplares de características semejantes del género podrían ser macho y hembra de la misma especie, o entonces, en alusión a las características diferentes que garantizan la separación genérica; una acepción diferente sería que deriva del nombre griego «Synalasis», una de las ninfas griegas Ionides. El nombre de la especie «courseni», conmemora al empresario, patrocinador y ornitólogo aficionado Charles Blair Coursen (1899-1974).

### Taxonomía
Los datos genético-moleculares indican que forma un grupo con Synallaxis albescens, S. frontalis, S. azarae y S. albigularis. Es pariente más próximo de  Synallaxis azarae, y hasta podrían ser conespecíficos; la biogeografía, el hábitat y la vocalización sugieren fuertemente que deriva del mismo. Es monotípica.